# 弘南バス浪岡待合所
弘南バス浪岡待合所（こうなんバスなみおかまちあいしょ）は、青森県青森市（旧・南津軽郡浪岡町）にあった弘南バスの案内所である。2008年10月に閉鎖となった。
当記事では、最寄停留所である浪岡バス停についても記す。

## 廃止時の概要
旧・浪岡町中心部の青森県道285号浪岡藤崎線（旧・国道7号）沿いの浪岡バス停前（青森方面）にプレハブの待合室が設置されていた。
待合室内には出札窓口があり、弘南バスの定期券・回数券・乗車券のほか、青森までの往復割引乗車券とブルーシティ号・ノクターン号の高速バス乗車券の発売を、2007年からは青森市営バスのバスカードも発売していた。窓口業務は個人委託する形態を採り、日曜・祝日・年末年始は休業であった。
現在、待合室は撤去され、更地になっている。

## 浪岡バス停の停車路線

### 弘南バス
- 急行　弘前 - 青森空港線
- 弘前 - 浪岡（ザビック浪岡）線
- 黒石駅 - 青森（矢田前）線 （飛内経由）
- 黒石駅 - 高野線 （馬場尻経由）
- 浪岡駅 - 黒石駅・黒石病院線 （本郷経由）

### 青森市市バス(旧称:青森市市民バス)（旧:青森市営バス）
- 道の駅なみおか・浪岡駅 - 青森駅線 （大釈迦経由）

### 浪岡地区コミュニティバス
- 大釈迦線
- 王余魚沢線
- 細野線
- 本郷線

## 周辺（五十音順）
- 青い森信用金庫 浪岡支店
- 青森銀行 浪岡支店
- 青森県立浪岡高等学校
- 青森市役所 浪岡事務所 （旧・浪岡町役場） 
  - 浪岡中央公民館
- 青森市立浪岡病院
- 青森南警察署 （旧・浪岡警察署）
- JR東日本 浪岡駅
- JA青森 浪岡支店
- 浪岡駅前温泉
- 浪岡消防署
- 浪岡郵便局
- みちのく銀行 浪岡支店